# ウォッチ@24
『ウォッチ@24』（ウォッチアットにじゅうよじ）は、2016年3月28日から2017年10月7日の期間で、RKB毎日放送で放送されていた報道番組である。

## 概要
福岡・佐賀エリア唯一の「深夜のローカルニュースワイド番組」として、最新のニュース、当日のニュースの復習、福岡ソフトバンクホークスのナイターの結果の詳報、翌日の動きを番組の柱としている。終了までの放送は３２０回であった。

## キャスター
- 壽老麻衣（当時RKB毎日放送アナウンサー）
- 佐藤巧（RKB毎日放送アナウンサー） - 2017年4月15日より土曜日を担当。

## 備考
- 平日夕方の『今日感ニュース』では、同番組で紹介された当日のニュース映像のリピートを行っていた。
- 2016年7月14日は『ウォッチ@24 熱男も興奮! 山笠スペシャル』と題し1時間の拡大版で放送。三好ジェームスアナウンサーが博多祇園山笠の中継を行った[6]。
- 2017年9月27日は、福岡ソフトバンクホークスの岩嵜翔投手を壽老がインタビューした企画を放送[7]。放送前日に自ら企画・構成・編集・ナレーションを手掛けており、これをRKBの女性アナウンサーが行ったのは初めての事例だった[8]。